# 龙泉驿足球场
龍泉驛足球場位於中國四川省成都市龍泉驛區，2003年7月破土動工，2004年5月完工，2004年6月24日通過國家驗收，同年7月7日，正式啟用球場，是繼上海虹口足球場及天津泰達足球場後中國的第三座專用足球場，可以容納42,000名觀眾。四川冠城未解散前以此為主場，而成都谢菲联在成都市体育中心有其他活動舉行時，亦會移師到龍泉驛足球場。该球场在2005－2018年处于闲置状态，无人使用。
2018年，四川九牛足球俱乐部使用龙泉驿足球场作为部分比赛的主场（另一部分场次设在自贡）。2019年，成都兴城足球俱乐部（前身成都钱宝、现成都蓉城）和四川九牛足球俱乐部共同使用龙泉驿足球场作为主场，但2020、2021、2022年中國足球聯賽系統因疫情采取賽會製後均不再使用龍泉驛足球場作為主場。

## 外部連結
- www.fussballtempel.net （页面存档备份，存于）